# Associação de Futebol das Ilhas Tuvalu
A Associação de Futebol das Ilhas Tuvalu (em inglês: Tuvalu Islands Football Association, ou TIFA) é o órgão dirigente do futebol em Tuvalu, país da Oceania. Ela é a responsável pela organização dos campeonatos disputados no país, bem como da Seleção Nacional, apesar desta não disputar competições oficiais da FIFA, por não ser afiliada à mesma.

## História
A TNFA foi fundada em 1979 e ingressou como membro associado na Confederação de Futebol da Oceania apenas em 2006.
Em 2013, foi tentado o ingresso na FIFA, porém este não foi aceito devido ao país não conseguir cumprir apenas duas exigências: um estádio com capacidade mínima para 3000 pessoas e um maior número de hotéis.
Desde 2014, Toakai Puapua tem sido o presidente da TNFA. A seleção foi filiada à CONIFA entre 2016 e 2022, e se desfiliou, na tentativa de ingressar na FIFA.